# Paspalum scrobiculatum
Paspalum scrobiculatum är en gräsart som beskrevs av Carl von Linné. Paspalum scrobiculatum ingår i släktet tvillinghirser, och familjen gräs. Inga underarter finns listade i Catalogue of Life.

## Bildgalleri

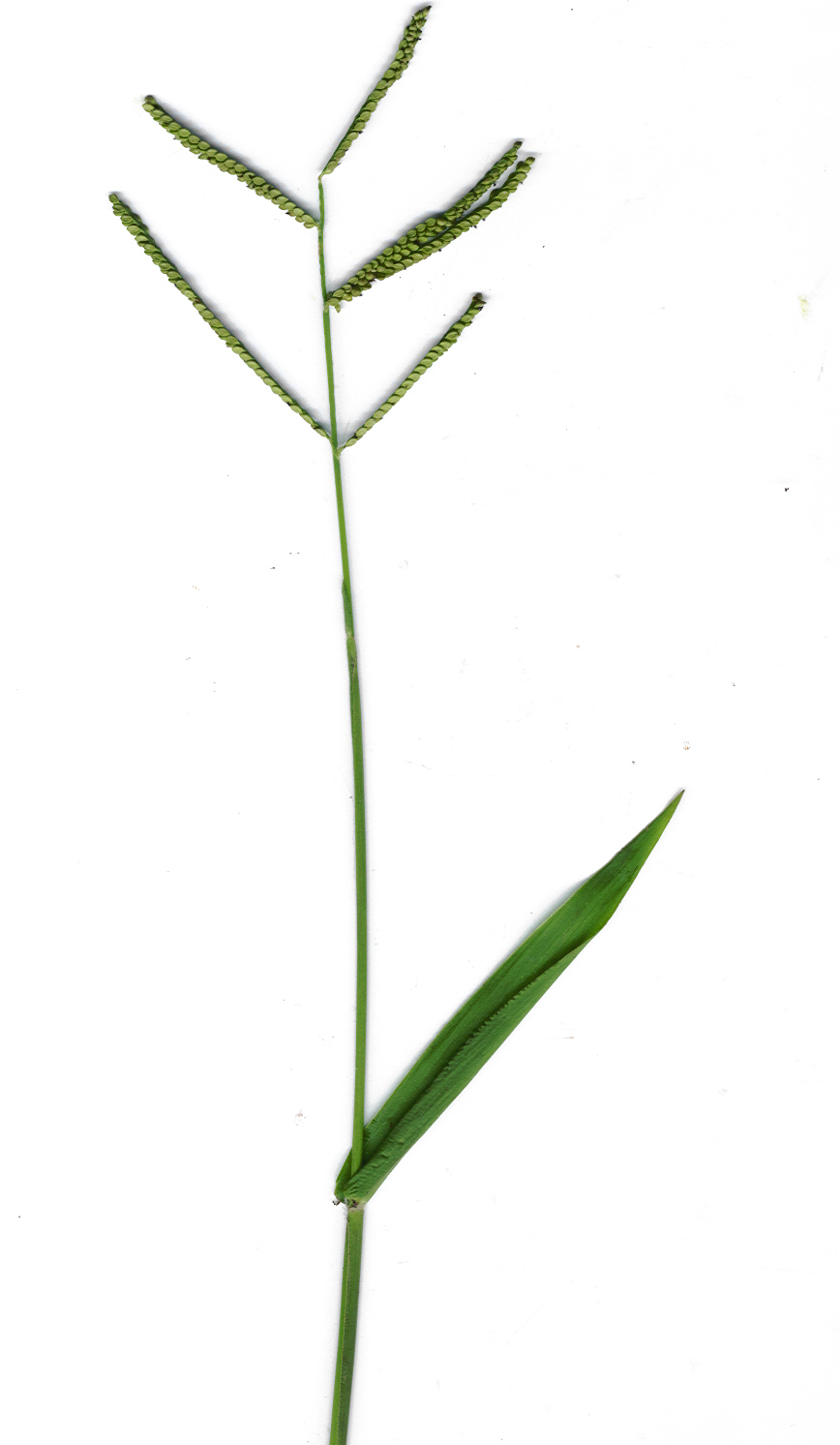
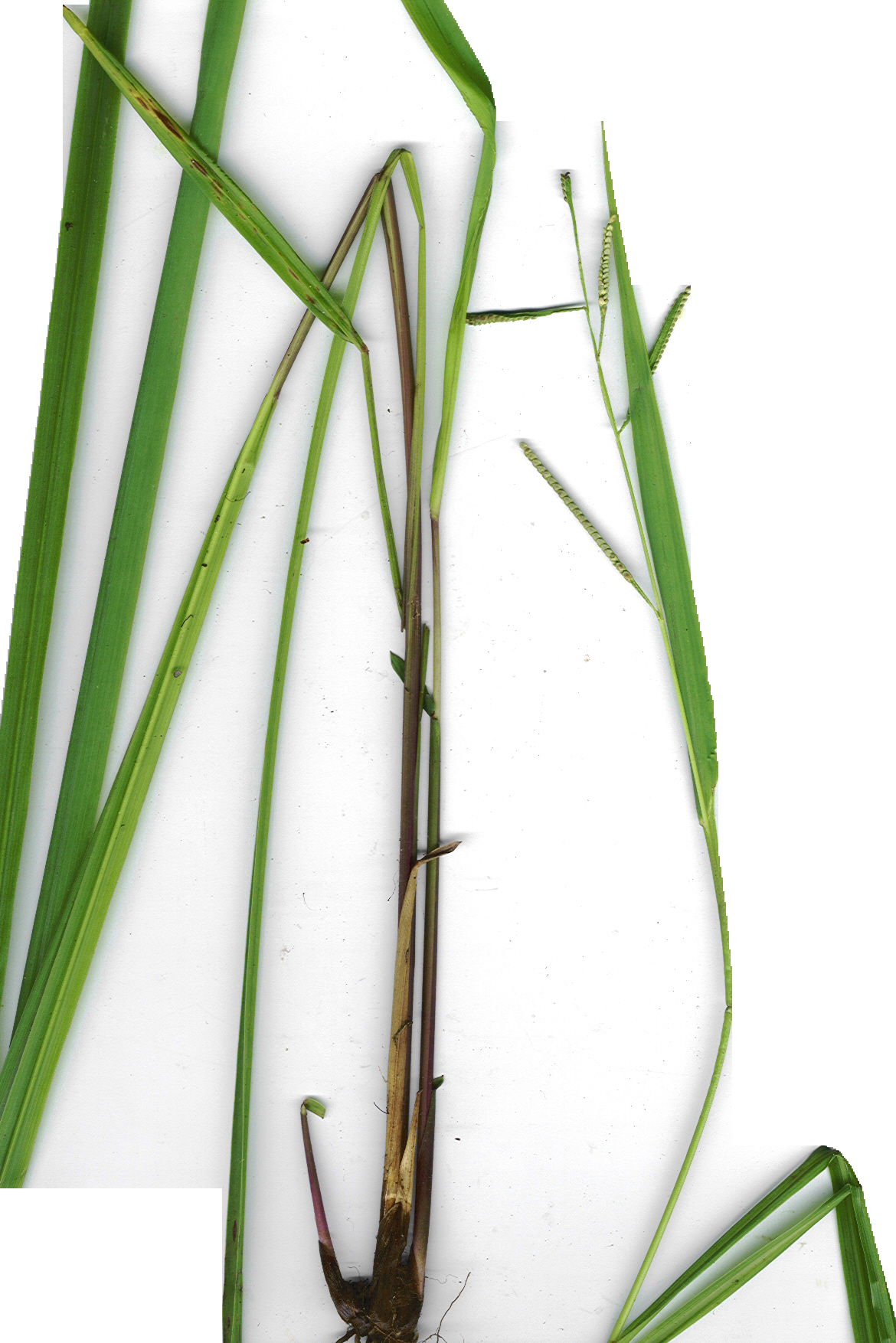
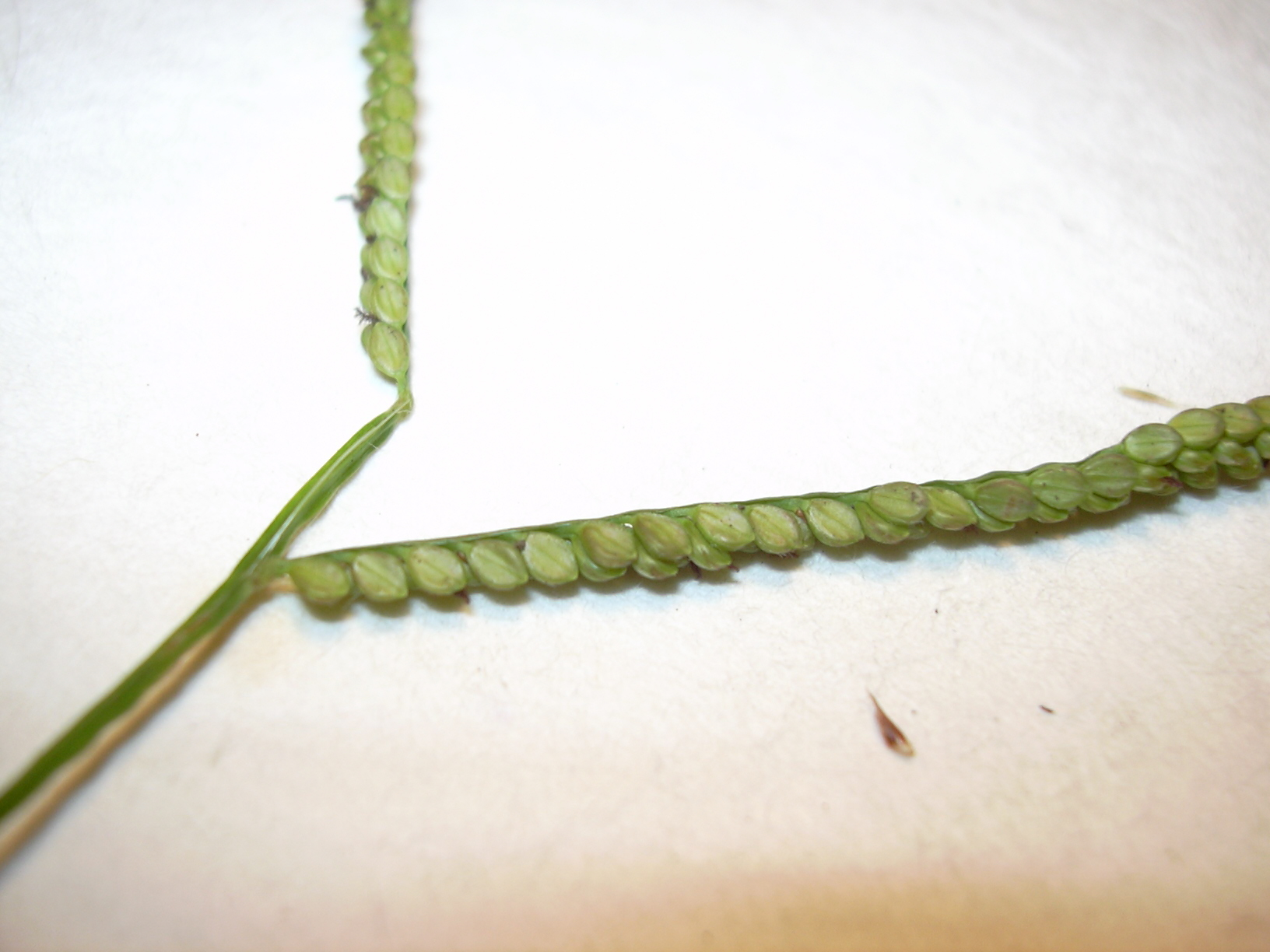
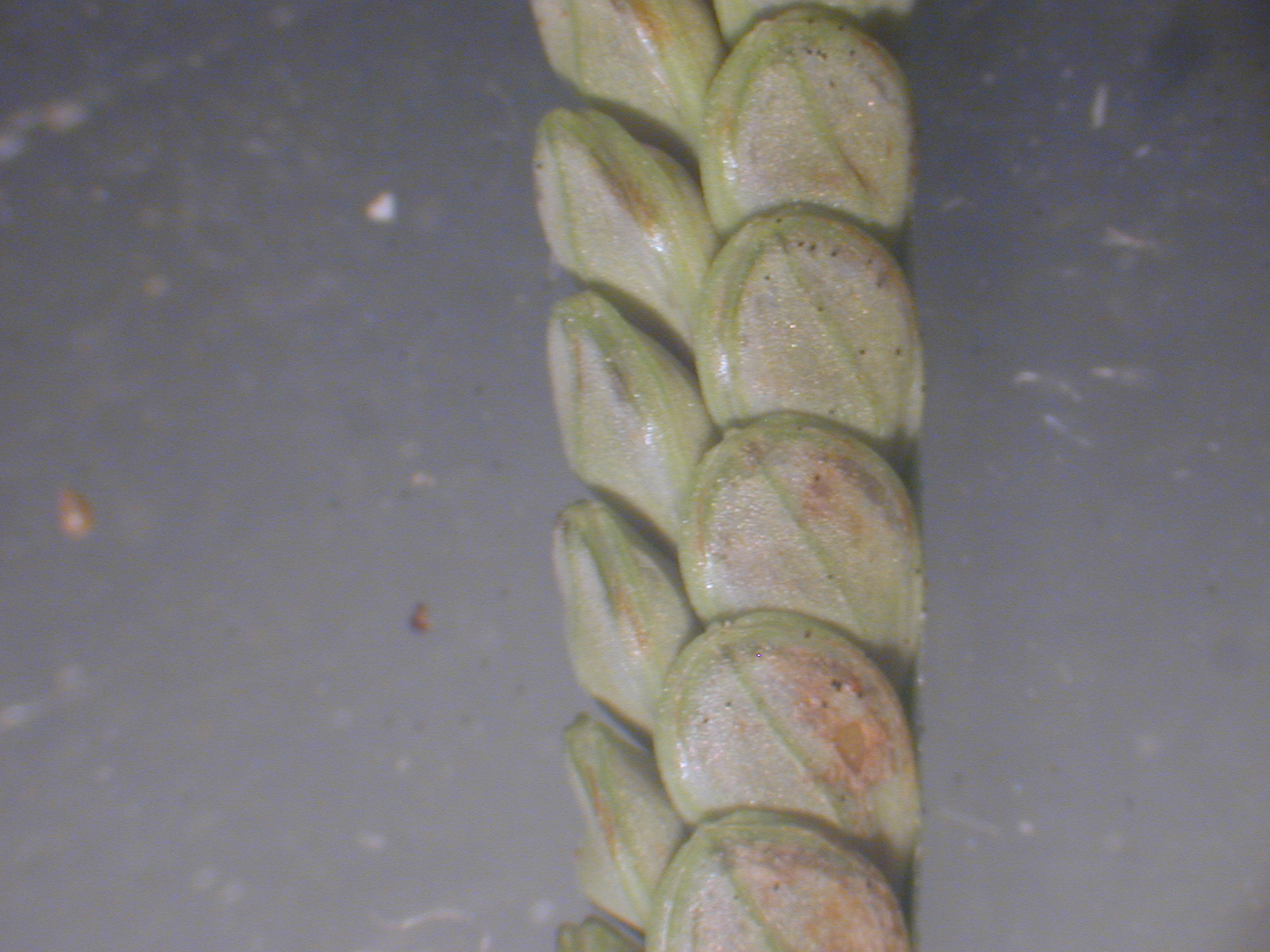
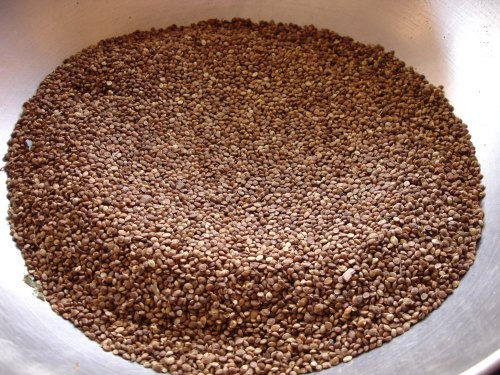
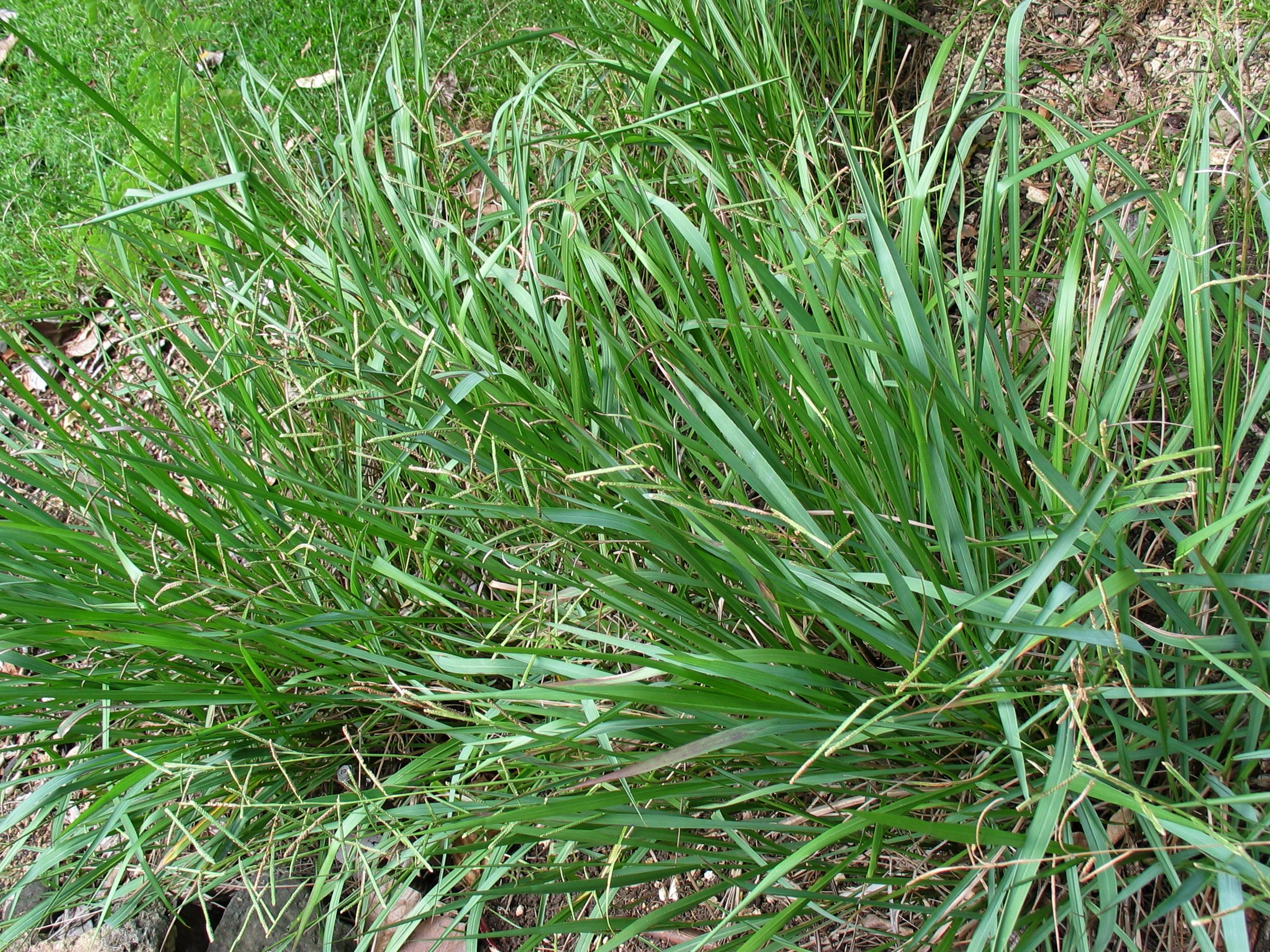